# Aziridina
La aziridina es el compuesto de fórmula molecular C2H5N, cuya estructura corresponde a la de un ciclopropano con un grupo metileno sustituido por un átomo de nitrógeno. También se llaman así a los compuestos orgánicos que contienen el grupo funcional aziridina, al ser un heterociclo no aromático de tres miembros con un grupo amina (-NH-) y dos puentes de metileno (-CH2-) derivatizado.

## Síntesis
Existen muchas síntesis distintas de aziridinas. Cabe destacar las siguientes:
- Síntesis de aziridina de Hoch-Campbell:

A partir de ciertas oximas se pueden obtener según esta síntesis con reactivos de Grignard
- Síntesis de Wenker:

Un grupo funcional amina desplaza el halogenuro adyacente en una reacción de sustitución nucleófila intramolecular para generar una aziridina. Los aminoalcoholes tienen la misma reactividad, pero el grupo hidroxilo primero se deben convertir en un buen grupo saliente. La ciclación de un aminoalcohol se denomina síntesis Wenker (1935), y la de una haloamina método etilenimina de Gabriel (1888).
- Síntesis de aziridinas de Blum-Ittah:

Implica una reacción en cascada que incluye la apertura del anillo de un epóxido con azida de sodio para formar un α-azidoalcohol. Este intermediario se hace reaccionar con trifenilfosfina, en donde se reduce la azida orgánica y se forma dinitrógeno y la aziridina:

## Reactividad

### Apertura nucleófila del anillo
Las aziridinas son sustratos muy reactivos con nucleófilos en reacciones de apertura del anillo debido a su tensión del anillo. Alcohólisis y aminólisis son básicamente las reacciones inversas de las ciclaciones. Nucleófilos de carbono tales como organolitiados y organocupratos también son eficaces.
Una aplicación de este tipo de reactividad es la empleada en la síntesis asimétrica del Tamiflu:

### Cicloadición 1,3-dipolar
Ciertas aziridinas N-sustituidas con grupos aceptores de electrones en ambos carbonos, forman iluros de azometina en una reacción de apertura de anillo  térmica o fotoquímica. Estos iluros pueden reaccionar con un dipolarófilo adecuado en una cicloadición 1,3-dipolar para obtener derivados de pirrolina:
Cuando el grupo N-sustituyente es un grupo aceptor de electrones tal como un grupo tosilo, se rompe el enlace carbono-nitrógeno, formando otro zwitterión: TsN−–CH2–CH2+–R